# Biephi
Biephii au fost un trib dacic.